# Jānis Lūsis
Jānis Lūsis (født 19. maj 1939 i Jelgava i Letland, død 29. april 2020) var en lettisk spydkaster. Lūsis konkurrerede for Sovjetunionen og vandt talrige OL- og EM-medaljer.

## Atletikkarriere
Lūsis trænede ved Daugavas Frivilliges Sportsforening og senere ved Væbnede Styrkers Sportsforening. Hans første store internationale resultat kom, da han vandt EM-guld i spydkast i 1962. Året efter vandt han guld ved Universiaden i Porto Alegre.
Han deltog første gang ved OL i 1964 i Tokyo, hvor blandt andet verdensrekordholderen, Terje Pedersen fra Norge, også var med. I indledende runde kaste Lūsis 73,48 m, hvilket var syvende bedste resultat, hvor Pedersen overraskende ikke gik videre, I finalen kastede Lūsis 80,57 m i andet forsøg og lagde sig i spidsen af konkurrencen. Senere blev han dog overgået af to andre kastere, finnen Pauli Nevala med 82,66 m og ungareren Gergely Kulcsár med 82,32 m, hvilket betød, at Nevala fik guld, Kulscár sølv og Lūsis bronze.
Ved EM i 1966 genvandt han sin guldmedalje, og ved OL 1968 i Mexico City var han favorit, idet han nu var verdensrekordholder, da han kort inden OL havde kastet 91,98 m. I indledende runde var han næstbedst med 83,68 m, og i finalen lagde finske Jorma Kinnunen bedst ud, men blev senere overgået af både Lūsis og Gergely Kulcsár, der kastede 87,06. Det holdt indtil sidste kast, hvor først Kinnunen kastede 88,58 m og dernæst Lūsis 90,10 m, hvilket var ny olympisk rekord. Dermed fik Lūsis guld, Kinnunen sølv og Kulcsár bronze.
Året efter vandt Lūsis sin tredje EM-guldmedalje, og den fjerde hentede han ved EM i 1971. Ved OL 1972 i München var han storfavorit, da ingen havde besejret ham hele året. I indledende runde var det vesttyske Klaus Wolfermann, der overraskende var bedst med 86,22 m, mens Lūsis var næstbedst. I finalen lagde Lūsis bedst ud med 88,88 m i første runde, men senere kastede Wolfermann 90,48 m og overtog føringen. I sit sidste forsøg kastede Lūsis 90,46 m og måtte derfor akkurat nøjes med sølvet efter Wolfermann, mens amerikanske Bill Schmidt fik bronze med 84,42 m.
Senere samme år satte han igen verdensrekord, denne gang med 93,80 m. Han deltog i sit fjerde OL i 1976 i Montreal, men da var han ikke længere en del af den absolutte verdenselite og sluttede på ottendepladsen.
I løbet af sin karriere vandt han ud over de nævnte titler også det sovjetiske mesterskab tolv gange: 1962-1966, 1968-1973 og 1976.
Den 23. december 2009 blev Jānis Lūsis tildelt Letlands årlige sportspris for sit livslange bidrag til sport. Jānis Lūsis er siden den 7. april 1999 Kommandør af Trestjerneordenen.

## Videre karriere
Efter afslutningen af sin karriere blev Lūsis træner og official i Letland. Han blev også politisk aktiv som medlem af det lettiske socialdemokratiske parti.

## Familie
Jānis Lūsis var gift med Elvīra Ozoliņa, der også var lettisk/sovjetisk spydkaster og vandt OL-guld i 1960 i Rom. Deres søn, Voldemārs Lūsis, er trådt i sine forældres fodspor og har deltaget i to olympiske lege for Letland.